# Lipówka (województwo warmińsko-mazurskie)
Lipówka (niem. Lindenau) – wieś w Polsce położona w województwie warmińsko-mazurskim, w powiecie działdowskim, w gminie Działdowo. W latach 1975–1998 miejscowość administracyjnie należała do województwa ciechanowskiego.
Przez miejscowość przepływa Lipówka, dopływ Szkotówki.
W czasach krzyżackich wieś pojawia się w dokumentach w roku 1321, podlegała pod komturię w Dąbrównie, były to dobra rycerskie o powierzchni 40 włók.